# Свети Атанасий (Панарети)
Вижте пояснителната страница за други значения на Свети Атанасий.
„Свети Атанасий“ (на гръцки: Αγίου Αθανασίου) е възрожденска православна църква в село Панарети, Егейска Македония, Гърция, част от Сисанийската и Сятищка епархия.
Църквата е построена през 1876 година. Има камбанария на запад и нисък трем на южната страна.